# Valea Mare (okręg Alba)
Valea Mare – wieś w Rumunii, w okręgu Alba, w gminie Ceru-Băcăinți. W 2011 roku liczyła 19 mieszkańców.